# Stukely (canton)
Pour les articles homonymes, voir Stukely.
Stukely est un canton canadien du sud-ouest du Québec situé dans la municipalité régionale de comté de Memphrémagog dans la région administrative de l'Estrie.  Il fut proclamé officiellement le 3 novembre 1800.  Il couvre une superficie de 25 460 hectares.

## Toponymie
Le nom du canton est attesté depuis au moins 1795 puisqu'on le retrouve sur la carte de Gale et Duberger datant de cette époque. Ce nom aurait pour origine celui d'un village homonyme de la région du Huntingdonshire en Angleterre, dont le nom est une déformation du vieil anglais  styfic-[leah] signifiant "chicot".